# 金谷镇
金谷镇，是中华人民共和国福建省泉州市安溪县下辖的一个乡镇级行政单位。
位于福建省晋江西溪中游，距安溪县城17公里，邻近清水岩。金谷镇辖24个行政村，面积108平方公里。东与蓬来镇，西有长坑乡。金谷镇山清水秀，人杰地灵，气候温和，资源丰富，环境优越。镇政府驻大洋。漳泉肖铁路、205省道过境。名胜古迹有暮云山新石器文化遗址、太王陵墓等。

## 行政区划
金谷镇下辖以下地区：
金谷村、金东村、金山村、汤内村、华芸村、芸美村、尚芸村、景坑村、河山村、河美村、美洋村、东洋村、深洋村、洋中村、溪榜村、元口村、三元村、洋内村、丽山村、渊兜村、中都村、田头村、山岭村和大演村。